# Piper PA-25 Pawnee

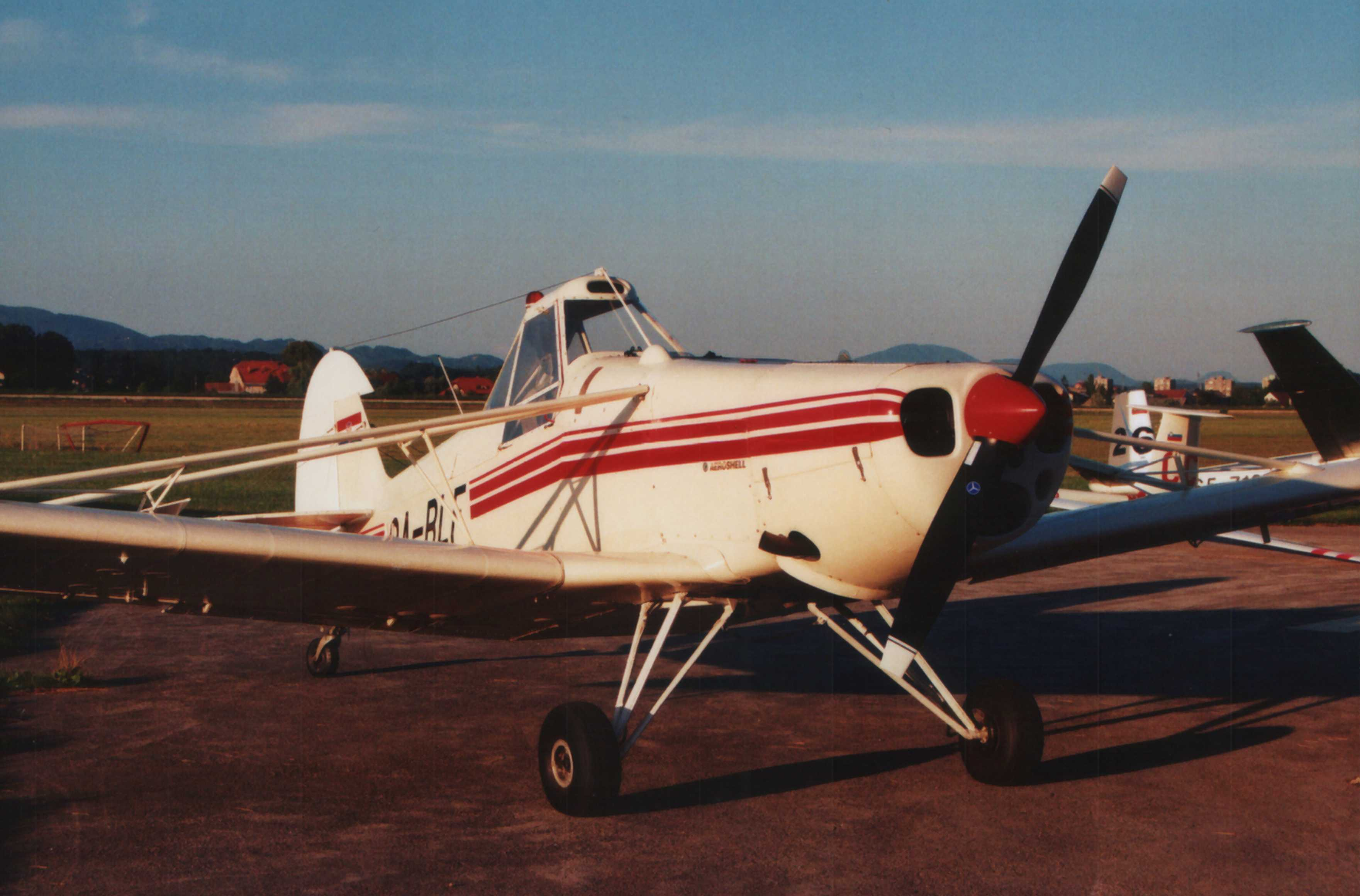
Piper Pawnee 235

De Piper PA-25 Pawnee is een Amerikaans eenmotorig laagdekker sproeivliegtuig voor de agrarische markt. Het toestel wordt daarnaast ook veel toegepast als sleepvliegtuig. De eerste vlucht was in 1957. Er zijn totaal 5167 exemplaren gebouwd door Piper Aircraft. In 1988 zijn alle rechten van de PA-25 verkocht aan Latino Americana de Aviación of Argentina.
Het ontwerp van de Piper Pawnee is tussen 1949 en 1957 ontstaan uit de AG-1 en AG-3, ontworpen door Fred Weick. Het is een laagdekker, waarvan de vleugels met stijlen zijn verbonden aan de romp. De piloot zit bovenop de romp voor een optimaal zicht. Sommige Pawnee toestellen zijn uitgerust met een geïmproviseerde tweede zitplaats voor een mechanicien. Het landingsgestel bestaat uit twee hoofdwielen plus een staartwiel. De nuttige lading (vast of vloeibaar) van 360 kg (Pawnee) of 540 kg (Pawnee B) bevindt zich in de neus tussen de motor en de cockpit.

## Varianten

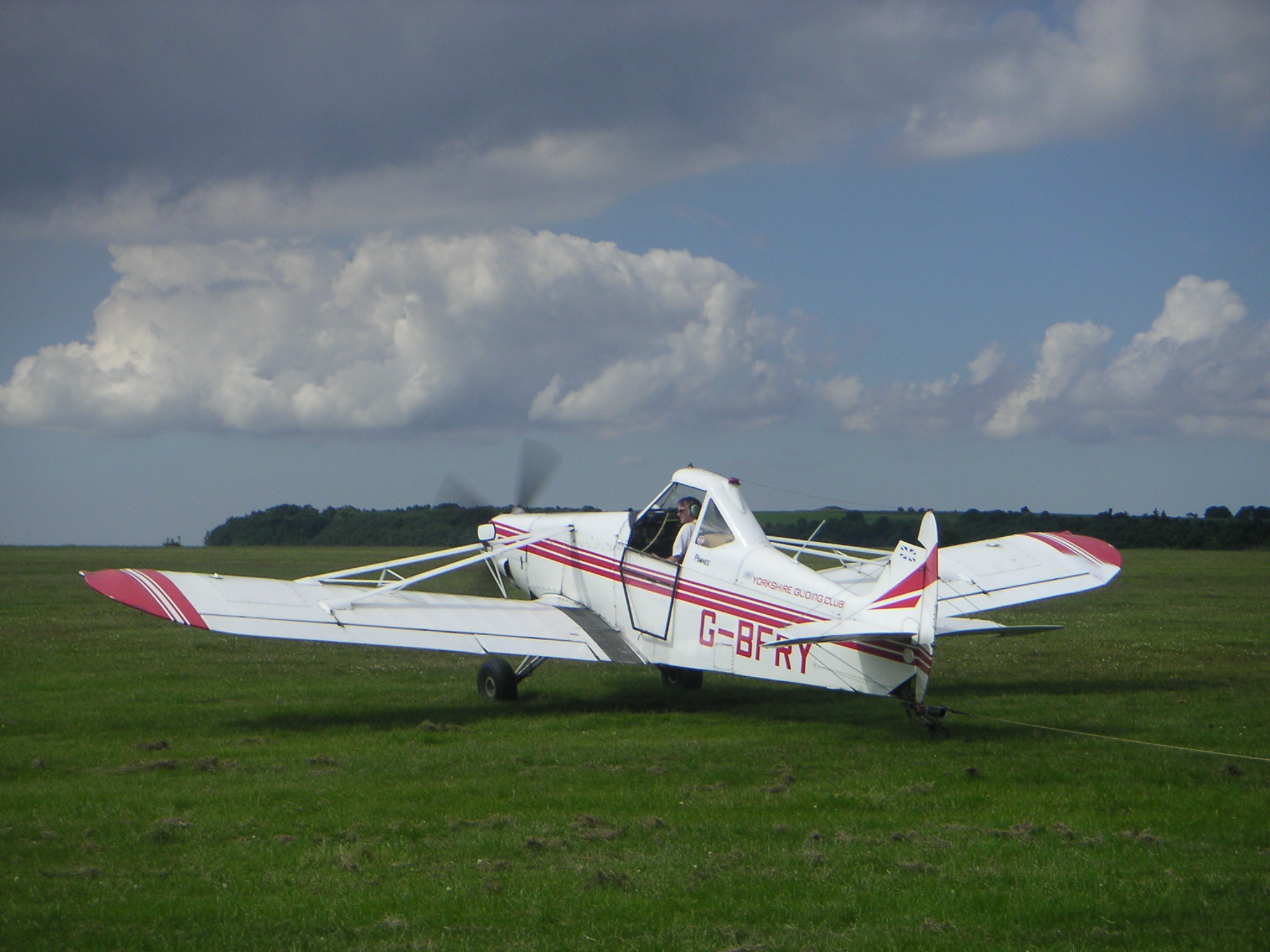
PA-25-260 Pawnee D

AG-3
Prototype van de Pawnee.
PA-25-150 Pawnee
Eerste productieversie met een 150 pk viercilinder boxermotor. Nuttige lading: 360 kg.
PA-25-235 Pawnee B
Met een zescilinder boxermotor van 235 of 260 pk. Nuttige lading: 540 kg.
PA-25-235 en PA-25-260 Pawnee C
Een aangepaste Pawnee B, leverbaar met een vaste- of variabele-spoed propeller. Met een eenvoudig verwijderbaar romppaneel om de constructie te kunnen reinigen van corrosieve sproeiproducten.
PA-25-235 en PA-25-260 Pawnee D
Versie met de brandstoftanks verplaatst van de romp naar de vleugels. Plus extra beschermde flaps en rolroeren. Vanaf 1980 werd de ‘D’ verkocht als PA-25-235 Pawnee.
eTug
Aangepaste PA-25 aangedreven door een General Motors LS automotor. De drieblads propeller wordt aangedreven via een riem.

## Specificaties
- Type: PA-25 Pawnee B
- Fabriek: Piper Aircraft
- Bemanning: 1
- Lengte: 7,55 m
- Spanwijdte: 11,02 m
- Hoogte: 2,19 m
- Vleugeloppervlak: 17,0 m²
- Leeg gewicht: 662 kg
- Maximum gewicht: 1317 kg
- Nuttige lading: 540 kg

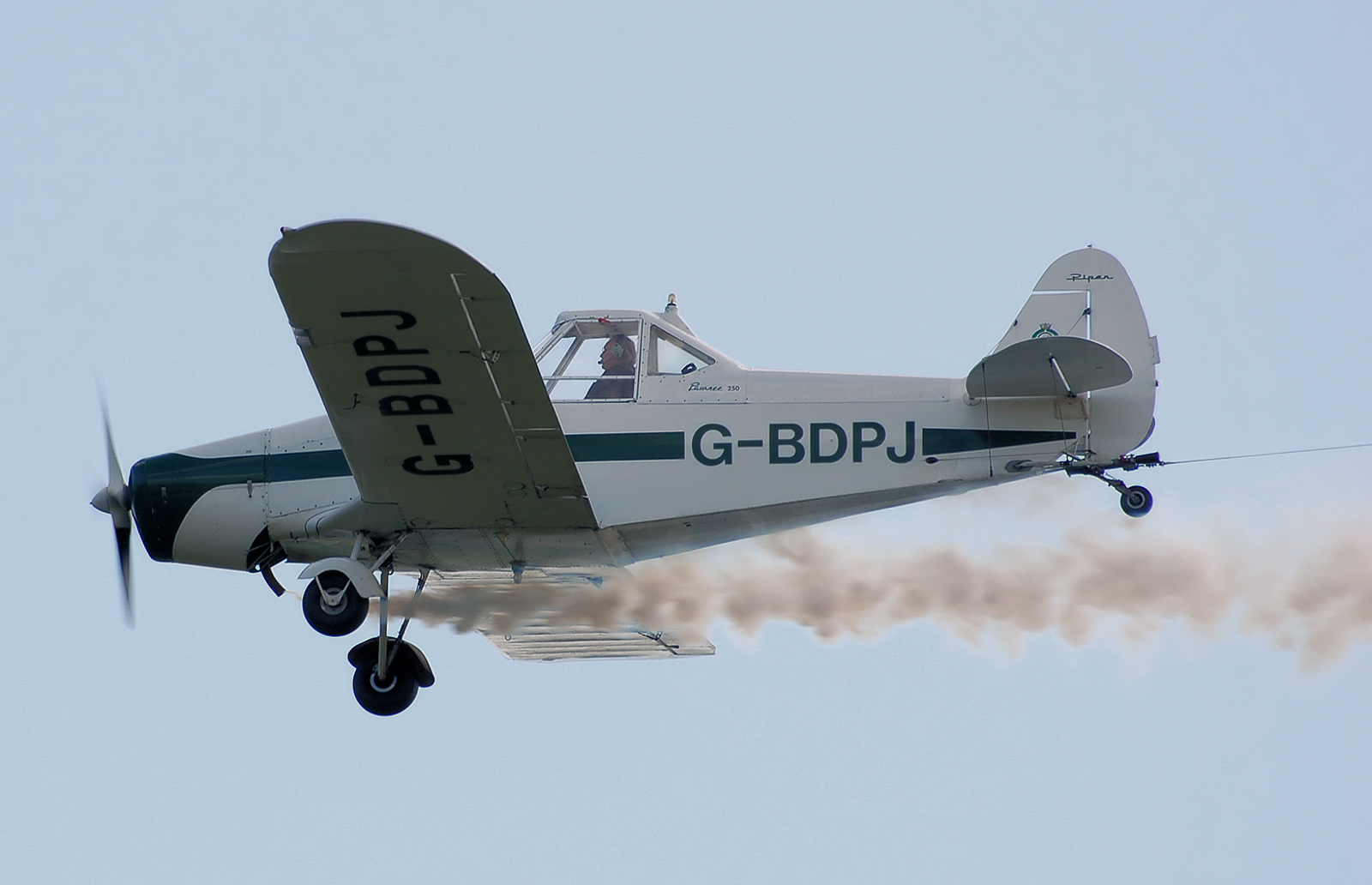
Piper PA-25-235

- 1 × Lycoming O-540-B2B5, luchtgekoelde zescilinder boxermotor, 235 pk (175 kW)
- Propeller: tweeblads
- Eerste vlucht: 1957
- Aantal gebouwd: 5167 (1959-1981)

Prestaties:
- Maximumsnelheid: 188 km/u
- Klimsnelheid: 3,2 m/s (maximaal startgewicht)
- Plafond: 3963 m
- Vliegbereik: 500 km
- Vleugelbelasting: 77,5 kg/m²